# Загрявка
Загрявката е подготовка за физическо натоварване, чрез извършване на едно или повече физически упражнения, обикновено предприети преди тренировка или състезание. Спортисти, певци, актьори и други се загряват преди да натоварят мускулите си, с цел предотвратяване на мускулни крампи или наранявания поради пренатоварване.
Психолози, педагози и подобни професионалисти използват „загрявки“ в терапевтични или учебни сесии преди започване или след почивка. Тези загрявки могат да включват вокални и физически упражнения, интерактивни, импровизационни и ролеви игри, и други.

## Процедура
Загрявката обикновено се състои от упражнения за подвижност на ставите, последвани от друга лека физическа активност с постепенно увеличаване на интензивността. Например, преди да бягат или да играят интензивен спорт, спортистите могат бавно да потичват за да затоплят мускулите си и да увеличат сърдечната честота. Важно е загрявките да са специфични за натоварването, което ще се извършва в последсвие, за да се активират мускулите, които ще се използват.
Рисковете и ползите от съчетаването на разтягане със загряване са спорни, въпреки че обикновено се смята, че загрявката подготвя спортиста както психически, така и физически.

## Разтягане
Разтягането е част от някои подгряващи процедури, въпреки че проучване от 2013 г. показва, че то отслабва мускулите в тази ситуация.
Има 3 вида разтягания – балистични, динамични и статични:
- Балистичните разтягания включват подскачане и дърпания, които имат за цел да помотнат за удължаване на крайниците, както и да увеличат мускулната пъргавина и гъвкавост.
- Статичните разтягания включват огъване на мускулите. Това може да помогне за предотвратяване на наранявания и да позволи по-голяма гъвкавост, но трябва да се има предвид, че подобен вид разтягане упражняван за твърде дълго време може да отслаби мускулите.[1][2]
- Динамичните разтягания включват движения на част от тялото по желания начин до достигане на пълния обхват на движението, с цел подобряване на производителността.[3]

## Ползи

### Предотвратяване на нараняване
Има противоречиви доказателства по отношение на ползите от цялостните загрявки за предотвратяване на наранявания при футболисти, като някои проучвания показват известна полза, докато други отричат да има такава. Предполага се, че подобни загрявки са насочени по-скоро към повишаване на телесната температура, а не към разтягане, което може да предотврати нараняване. Въпреки това, много чести са случаите, при които спортисти разтягат мускулни сухожилия, ако не са загрели достатъчно преди физическо натоварване.

### Увеличаване на производителността
При проучване от 2010 г. се стига до заключението, че в около четири пети от случаите е имало някакво подобрение в производителността при различни физически дейности, когато са се извършвали с предварителна загрявка, за разлика от тези, в които такава е липсвала.